# Norfiqrie Talib
Norfiqrie Talib (* 31. Januar 1996 in Alor Setar), mit vollständigen Namen Muhamad Norfiqrie bin Abdul Talib, ist ein malaysischer Fußballspieler.

## Karriere
Norfiqrie Talib steht seit 2018 beim Kedah FA unter Vertrag. Der Verein aus Alor Star spielte in der höchsten Liga des Landes, der Malaysia Super League. 2019 gewann er mit Kedah den Malaysia FA Cup. Im Endspiel besiegte man Perak FA mit 1:0. Das Finale um den Malaysia Cup verlor man mit 3:0 gegen Johor Darul Ta’zim FC. 2020 feierte er mit dem Verein die Vizemeisterschaft. Ende 2020 wurde sein Vertrag nicht verlängert. Für Kedah absolvierte er 18 Erstligaspiele.
Seit dem 1. Januar 2021 ist er vertrags- und vereinslos.

## Erfolge
Kedah FA
- Malaysia Super League: 2020 (Vizemeister)
- Malaysia FA Cup: 2019
- Malaysia Cup: 2019 (Finalist)